# Voodoo Press
Voodoo Press ist ein unabhängiger Spezialverlag für Horrorliteratur, Mystery, Apokalypse, Sci-Fi, Zombies und Bizarro Fiction.

## Geschichte
Der Verlag wurde 2008 von Michael Preissl in Österreich gegründet und ist seit 2014 auf Malta ansässig. 2010 erschien mit Samhane von Daniel I. Russell die erste Übersetzung. 2011 startete der Verlag die Reihe Bizarro Fiction, ein im deutschen Sprachraum noch weniger bekanntes Genre. Seit Ende 2015 erscheinen bei Voodoo Press auch englische Titel. Bisher sind über 60 deutschsprachige und 3 englischsprachige Bücher erschienen.
Im Mai 2018 kündigte Verleger Michael Preissl an, den Verlag in Kürze einzustellen.

## Programm
Bei seinem Programm legt der Verlag besonderen Wert auf ungekürzte und werkgetreu übersetzte Bücher. Die Titel erscheinen als Taschenbücher, limitierte Sonderausgaben und E-Book-Editionen. Neben Bestsellerautoren wie Bentley Little, Ronald Malfi, Greg F. Gifune, Kealan Patrick Burke und vielen mehr, deren Werke bei Voodoo Press als deutsche Erstveröffentlichung erscheinen, werden auch Newcomer gefördert. Alle Bücher sind speziell in der Fantastik angesiedelt und bedienen verschiedene Genres. Im Frühjahr 2016 erschien die erste Sammlerausgabe, eine limitierte und vom jeweiligen Autor original signierte Hardcover-Ausgabe, die nur über den Verlag erhältlich ist.

### Taschenbücher (Auswahl)
- Haunted von Bentley Little
- Timmy Quinn Reihe von Kealan Patrick Burke
- Die Treppe im See von Ronald Malfi
- Bösartig von Greg F. Gifune
- Benjamins Parasit von Jeff Strand
- Das Arsenal von Walter Diociaiuti
- Dead Souls von Michael Laimo
- Innswich Horror von Edward Lee